# Pirmin Sedlmeir
Pirmin Sedlmeir (* 27. Januar 1987 in Starnberg) ist ein deutscher Schauspieler, Synchronsprecher  und Hörspielsprecher. Er gehört zur Hörbiger-Familie.

## Leben
Pirmin Sedlmeir ist mütterlicherseits der Urenkel des Schauspielers Paul Hörbiger. Seine Mutter, Manuela Sedlmeir (geb. Tramitz), ist die Schwester des Schauspielers Christian Tramitz. Seine Schwester Maresa Sedlmeir ist ebenfalls als Synchronsprecherin tätig und sein Bruder Paul Sedlmeir als Schauspieler.
Sedlmeir wuchs in Ammerland am Starnberger See auf. Er absolvierte eine Bierbrauerlehre am Mühlfelder Brauhaus in Herrsching am Ammersee und machte danach von 2010 bis 2014 eine Schauspielausbildung an der Universität der Künste Berlin. Bis 2017 wirkte er am Oldenburgischen Staatstheater. Danach ging er an das Schauspielhaus Bochum.

## Filmographie (Auswahl)
- 2015: Die Raumfahrer
- 2016: Tatort: Echolot
- 2018: Endlich Leben
- 2019: Wir wären andere Menschen
- 2020: Fraueng’schichten
- 2020: Der Bergdoktor
- 2020: Um die 50
- 2021: Kanzlei Berger
- 2022: Der Taunuskrimi: Muttertag (Filmreihe)
- 2021: Die Rosenheimcops
- 2021: Um die 50
- 2022: Der Fluss ist sein Grab. Ein Krimi aus Passau (Fernsehreihe)
- 2023: Tatort: Hochamt für Toni
- 2023: München Mord: Der gute Mann vom Herzogpark (Fernsehreihe)

## Hörspiele (Auswahl)
- 2010: Mark Ravenhill: Gemeinschaftskunde. In Zusammenarbeit mit der Universität der Künste Berlin, Abteilung Schauspiel (Ray) – Regie: Gerd Wameling (Hörspielbearbeitung – Deutschlandradio)
- 2011: Ferdinand Kriwet: Kunststücke: Kriwet: Hörwerk/Frühwerk. Hörtexte und Jugendgedichte – Regie: Ferdinand Kriwet (Original-Hörspiel – Deutschlandradio)
- 2014: Michel Decar: Jonas Jagow – Regie: Michel Decar (Hörspielbearbeitung – Deutschlandradio)
  - Auszeichnung: Nominiert für den Deutschen Hörspielpreis der ARD 2015
- 2016: Antonio Manetti, Luise Voigt: Holzschnitzer – Wo ist denn die Sonne direkt über uns? (Einziger Sprecher) – Regie: Luise Voigt (Hörspielbearbeitung – Deutschlandradio)
- 2018: Michel Decar: Philipp Lahm (Mitch Deckard) – Regie: Michel Decar (Hörspielbearbeitung – Deutschlandradio)
- 2019: Luise Voigt: Heterotopia (Tobias) – Regie: Luise Voigt (Originalhörspiel – Deutschlandradio)
- 2020: Luise Voigt: Fünf Flure, eine Stunde. Hörspiel in einem Take – Regie: Luise Voigt (Originalhörspiel – HR/SWR/Deutschlandradio)